# Mulcey
Mulcey est une commune française située dans le département de la Moselle en région Grand Est.

## Géographie
La commune fait partie du Parc naturel régional de Lorraine.

### Communes limitrophes
| Saint-Médard |        | Val-de-Bride   |
|              | Mulcey |                |
| Marsal       |        | Blanche-Église |

### Hydrographie
La commune est située dans le bassin versant du Rhin au sein du bassin Rhin-Meuse. Elle est drainée par la Seille, le ruisseau du Moulin de Mulcey, le canal de la Vieille Seille et le ruisseau de la Fontaine St-Clement.
La Seille, d'une longueur totale de 137,7 km, prend sa source dans la commune de Maizières-lès-Vic et se jette  dans la Moselle à Metz en limite avec Saint-Julien-lès-Metz, après avoir traversé 57 communes.

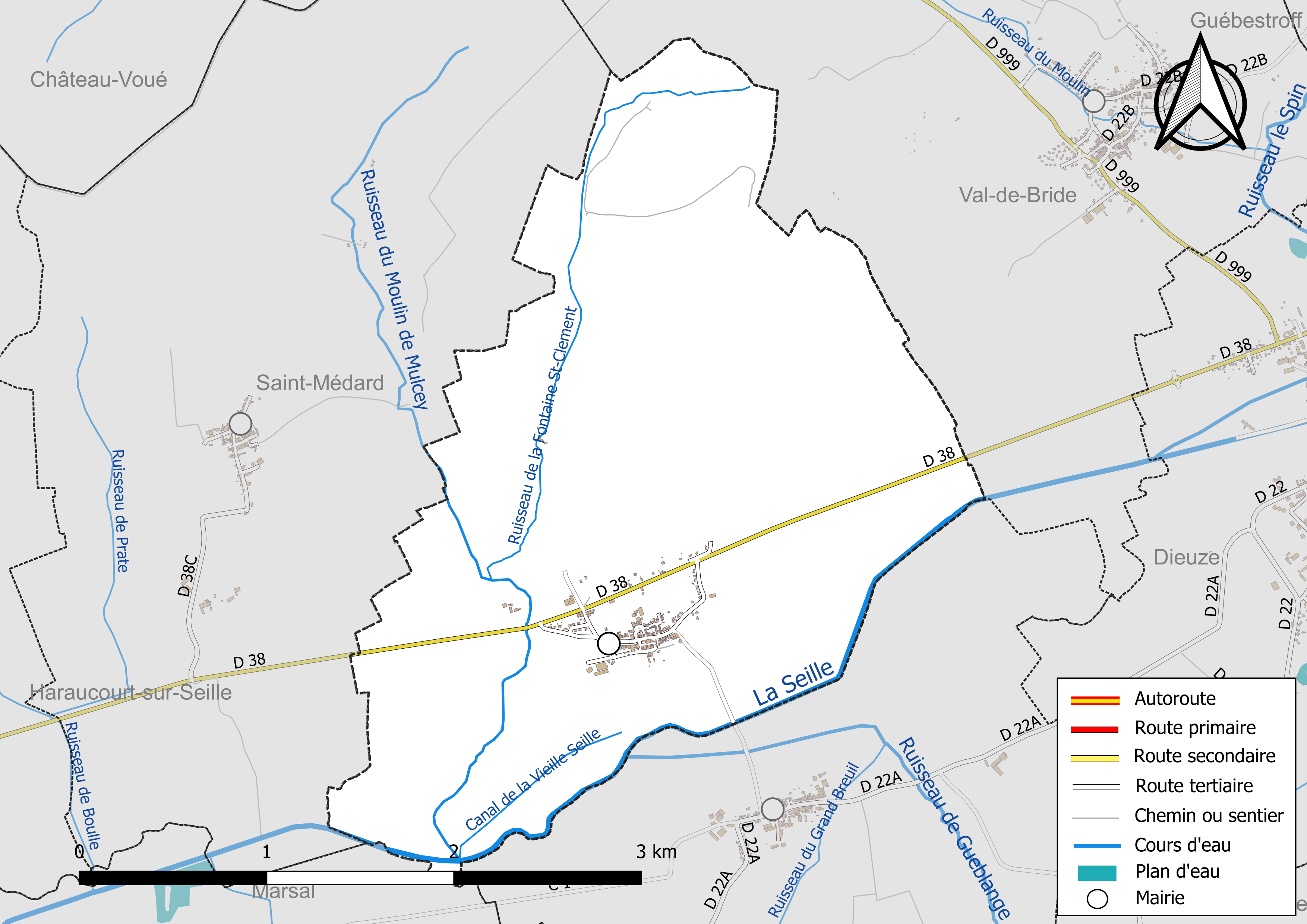
Réseaux hydrographique et routier de Mulcey.

La qualité des eaux des principaux cours d’eau de la commune, notamment de la Seille et du ruisseau de Gueblange, peut être consultée sur un site spécial géré par les agences de l’eau et l’Agence française pour la biodiversité. Ainsi en 2020, dernière année d'évaluation disponible en 2022, l'état écologique de la Seille était jugé médiocre (orange).

### Climat
Pour des articles plus généraux, voir Climat du Grand Est et Climat de la Moselle.
En 2010, le climat de la commune est de type climat des marges montargnardes, selon une étude du Centre national de la recherche scientifique s'appuyant sur une série de données couvrant la période 1971-2000. En 2020, Météo-France publie une typologie des climats de la France métropolitaine dans laquelle la commune est exposée à un climat semi-continental et est dans la région climatique  Lorraine, plateau de Langres, Morvan, caractérisée par un hiver rude (1,5 °C), des vents modérés et des brouillards fréquents en automne et hiver. 
Pour la période 1971-2000, la température annuelle moyenne est de 10 °C, avec une amplitude thermique annuelle de 17,1 °C. Le cumul annuel moyen de précipitations est de 834 mm, avec 11,6 jours de précipitations en janvier et 8,9 jours en juillet. Pour la période 1991-2020, la température moyenne annuelle observée sur la station météorologique de Météo-France la plus proche, « Rodalbe », sur la commune de Rodalbe à 12 km à vol d'oiseau, est de 10,6 °C et le cumul annuel moyen de précipitations est de 737,2 mm. 
La température maximale relevée sur cette station est de 38,7 °C, atteinte le 24 juillet 2019 ; la température minimale est de −18,1 °C, atteinte le 26 décembre 2010,,. 
Les paramètres climatiques de la commune ont été estimés pour le milieu du siècle (2041-2070) selon différents scénarios d'émission de gaz à effet de serre à partir des nouvelles projections climatiques de référence DRIAS-2020. Ils sont consultables sur un site spécial publié par Météo-France en novembre 2022.

## Urbanisme

### Typologie
Au 1er janvier 2024, Mulcey est catégorisée commune rurale à habitat dispersé, selon la nouvelle grille communale de densité à sept niveaux définie par l'Insee en 2022.
Elle est située hors unité urbaine. Par ailleurs la commune fait partie de l'aire d'attraction de Dieuze, dont elle est une commune de la couronne,. Cette aire, qui regroupe 31 communes, est catégorisée dans les aires de moins de 50 000 habitants,.

### Occupation des sols
L'occupation des sols de la commune, telle qu'elle ressort de la base de données européenne d’occupation biophysique des sols Corine Land Cover (CLC), est marquée par l'importance des territoires agricoles (74,9 % en 2018), une proportion identique à celle de 1990 (74,9 %). La répartition détaillée en 2018 est la suivante : 
terres arables (38,5 %), prairies (36,4 %), forêts (20,6 %), zones urbanisées (4,5 %). L'évolution de l’occupation des sols de la commune et de ses infrastructures peut être observée sur les différentes représentations cartographiques du territoire : la carte de Cassini (XVIIIe siècle), la carte d'état-major (1820-1866) et les cartes ou photos aériennes de l'IGN pour la période actuelle (1950 à aujourd'hui).

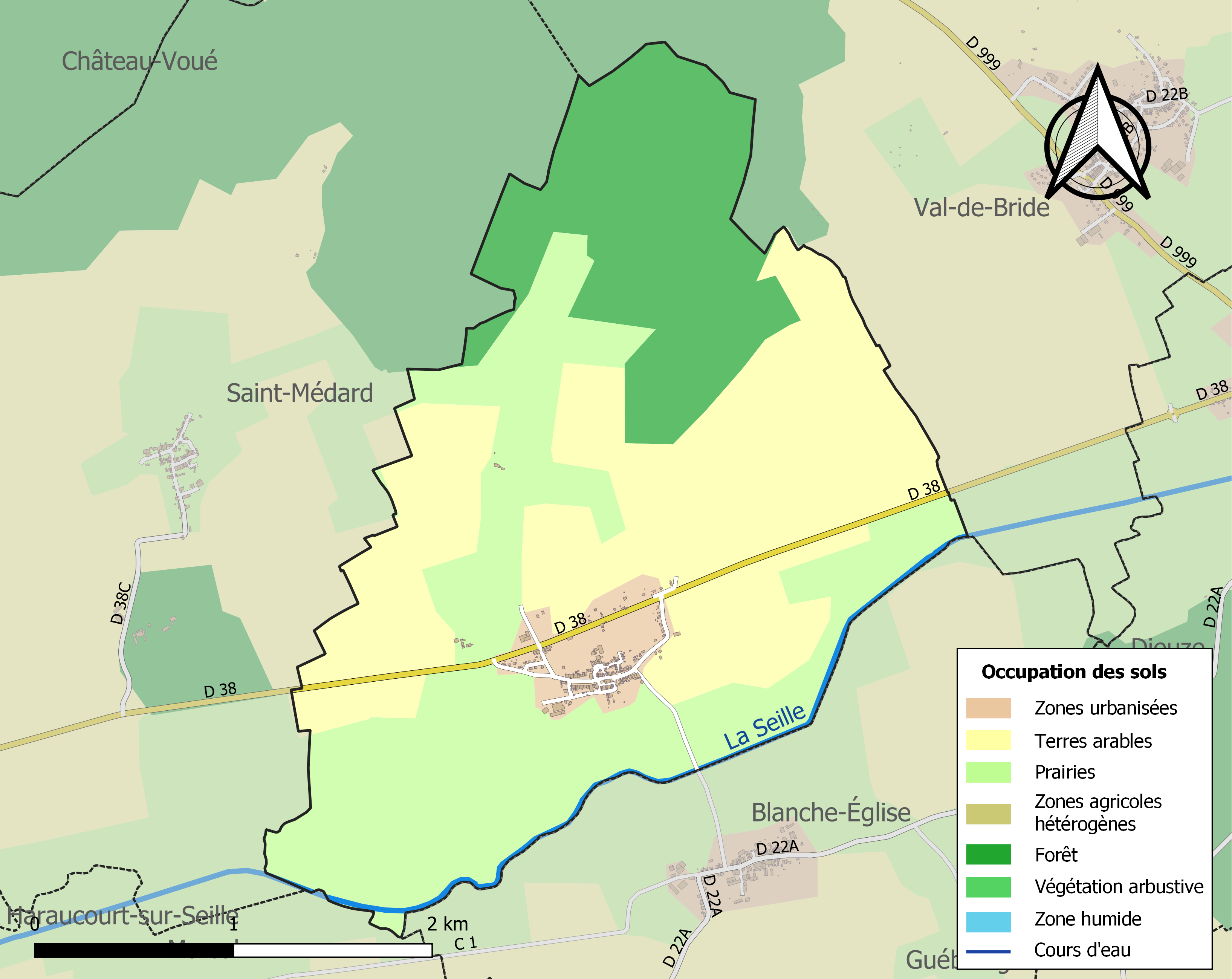
Carte des infrastructures et de l'occupation des sols de la commune en 2018 (CLC).

## Toponymie
Milcei (975), Milisei (1152), Milzeche (1191), Mische (1192), de Milcheyo (1280), Miltiche (1298), Milcey (1320), Millecy (1343), Millecey (1346), Miltzingen (1478), Mellecey alias Metzingen (1594), Mulcey (1793), Milzingen (1915–1918 et 1940–1944).
Il s'agit d'un toponyme gaulois ou gallo-roman en -acum, dont le suffixe a été germanisé par la suite en -ich (anciennement -eche), puis remplacé à la fin du Moyen Âge par le suffixe germanique -ing(en). Le premier élément est le nom de personne gallo-roman *Milicius, dérivé du nom gaulois attesté Milios. La forme romane actuelle est directement issue par évolution phonétique de la forme primitive gallo-romane.

## Histoire
- Vieux domaine royal donné par Otton II du Saint-Empire à l'église de Strasbourg dont les voués étaient les seigneurs de Marimont[18].
- Le fief passa à la Lorraine en 1297.

## Politique et administration
| Période                                  | Période  | Identité             | Étiquette | Qualité |
| ---------------------------------------- | -------- | -------------------- | --------- | ------- |
| Les données manquantes sont à compléter. |          |                      |           |         |
| mars 1989                                |          | Jacqueline Montanini |           |         |
| 2002                                     | ?        | Michel Guérin        |           |         |
| mai 2020                                 | En cours | Laurent Claudel      |           |         |

## Démographie
L'évolution du nombre d'habitants est connue à travers les recensements de la population effectués dans la commune depuis 1793. Pour les communes de moins de 10 000 habitants, une enquête de recensement portant sur toute la population est réalisée tous les cinq ans, les populations de référence des années intermédiaires étant quant à elles estimées par interpolation ou extrapolation. Pour la commune, le premier recensement exhaustif entrant dans le cadre du nouveau dispositif a été réalisé en 2005.

En 2022, la commune comptait 209 habitants, en évolution de −0,48 % par rapport à 2016 (Moselle : +0,52 %, France hors Mayotte : +2,11 %).
| 1793 | 1800 | 1806 | 1821 | 1831 | 1836 | 1841 | 1846 | 1851 |
| ---- | ---- | ---- | ---- | ---- | ---- | ---- | ---- | ---- |
| 363  | 435  | 411  | 416  | 424  | 493  | 482  | 450  | 435  |

| 1856 | 1861 | 1871 | 1875 | 1880 | 1885 | 1890 | 1895 | 1900 |
| ---- | ---- | ---- | ---- | ---- | ---- | ---- | ---- | ---- |
| 388  | 381  | 392  | 405  | 387  | 384  | 383  | 378  | 383  |

| 1905 | 1910 | 1921 | 1926 | 1931 | 1936 | 1946 | 1954 | 1962 |
| ---- | ---- | ---- | ---- | ---- | ---- | ---- | ---- | ---- |
| 362  | 323  | 319  | 303  | 288  | 296  | 234  | 276  | 279  |

| 1968 | 1975 | 1982 | 1990 | 1999 | 2005 | 2006 | 2010 | 2015 |
| ---- | ---- | ---- | ---- | ---- | ---- | ---- | ---- | ---- |
| 249  | 242  | 260  | 248  | 221  | 229  | 224  | 222  | 210  |

| 2020 | 2022 | - | - | - | - | - | - | - |
| ---- | ---- | - | - | - | - | - | - | - |
| 211  | 209  | - | - | - | - | - | - | - |

v

## Culture locale et patrimoine

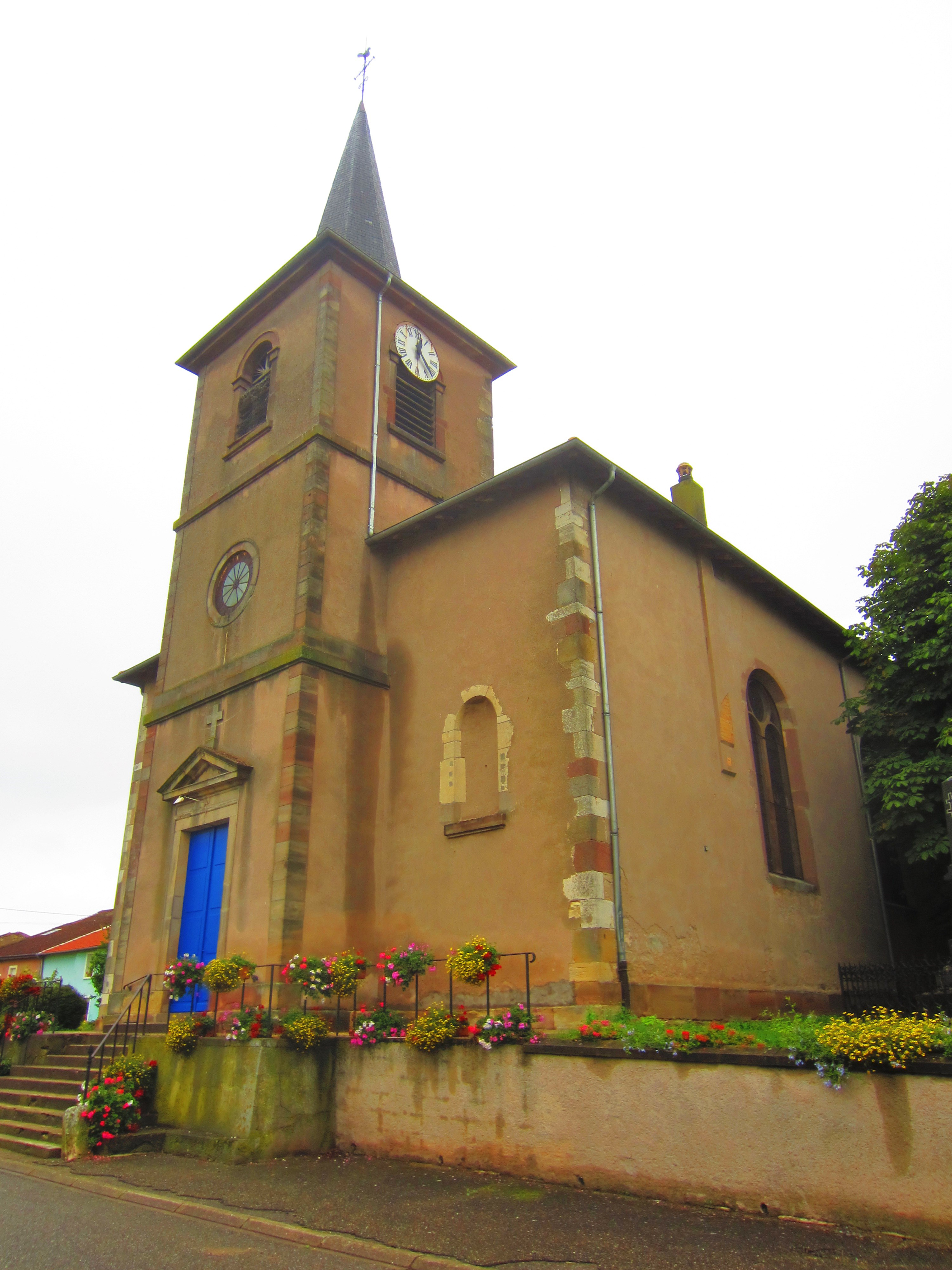
Église Notre-Dame

### Lieux et monuments
- Passage d'une voie romaine.
- Moulins de Mulcey et de Beck.
- Église Notre-Dame 1786, agrandie en 1840 : mobilier XVIIIe siècle
- La Croix du Boîteux Prêtre

### Héraldique
| Blason de Mulcey | Blason  | Ecartelé aux 1 et 2 d'azur à l'étoile d'or, et aux 2 et 3 d'argent à la croix de gueules. |
| Blason de Mulcey | Détails | Le statut officiel du blason reste à déterminer.                                          |